# ジャン＝ルネ・ベルノードー
ジャン＝ルネ・ベルノードー（Jean-René Bernaudeau、1956年7月8日 - ）は、フランス、サン＝モリス＝ル＝ジラール（ヴァンデ県）出身の元自転車競技（ロードレース）選手。

## 来歴
1978年から1988年までプロ選手として活動。
プロ初年度から1982年までルノーに在籍しベルナール・イノーとチームを共にした。1983年のウォルベール在籍を挟んで、1984年はシステムUに在籍しローラン・フィニョンとチームを共にした。1985年から1988年までファゴールに在籍。
1979年のツール・ド・フランスで新人賞を獲得。
この他、1980年のジロ・デ・イタリア第20ステージ優勝、GP・デュ・ミディ・リブル総合4連覇（1980年から1983年まで）、ツール・ド・ヴァンデ（1977年、1980年）優勝、1981年のルート・デュ・スュド総合優勝などの優勝歴がある。
1983年のツール・ド・フランス、ラルプ・デュエズではオランダ人のペーター・ウィネンとゴールスプリントを争い敗れた。
1996年、ブイグテレコム（現 ヨーロッパカー）のゼネラル・マネージャーに就任し、今日に至る。ジャン＝ルネの息子ジョヴァンニは2013年現在、父のチームに所属している。

### グランツールにおける実績
ツール・ド・フランス
- 1978 : 途中棄権
- 1979 : 5位
- 1980 : 途中棄権
- 1981 : 6位
- 1982 : 13位
- 1983 : 6位
- 1984 : 途中棄権
- 1986 : 26位
- 1987 : 17位

ブエルタ・ア・エスパーニャ
- 1978 : 3位

ジロ・デ・イタリア
- 1980 : 12位、第20ステージ勝利
- 1983 : 12位
- 1986 : 50位